# Fidzsi-szigeteki majomarcú repülőkutya
A Fidzsi-szigeteki majomarcú repülőkutya (Mirimiri acrodonta vagy Pteralopex acrodonta) az emlősök (Mammalia) osztályába, azon belül a denevérek (Chiroptera) rendjébe és a nagy denevérek alrendjébe tartozó repülőkutyafélék (Pteropodidae) családjának egyik legnagyobb testű faja.

## Előfordulása
A Fidzsi-szigetek területén honos.

## Megjelenése
A faj majomszerű pofájáról kapta a nevét.

## Természetvédelmi állapota
Az élőhelyének elvesztése fenyegeti. Az IUCN vörös listáján a kihalófélben lévő kategóriába sorolja.